# Marzyciele
Marzyciele (ang. The Dreamers) – włosko-francusko-brytyjsko-amerykański dramat filmowy z 2003 roku w reżyserii Bernardo Bertolucciego. Scenariusz powstał w oparciu o powieść Gilberta Adaira Marzyciele.
Światowa premiera filmu miała miejsce 1 września 2003 roku w ramach pokazów pozakonkursowych na 60. MFF w Wenecji. Na ekrany polskich kin film wszedł 6 lutego 2004 roku.

## Obsada
Źródło: Filmweb
- Michael Pitt - Matthew
- Eva Green - Isabelle
- Louis Garrel - Theo
- Anna Chancellor - Matka
- Robin Renucci - Ojciec
- Florian Cadiou - Patrick

i inni. 

## Opis fabuły
Matthew (Michael Pitt), amerykański student, przyjeżdża do Paryża, aby studiować francuski, a przy okazji poznać kulturę i historię europejską. Szybko zaprzyjaźnia się z Francuzką Isabelle (Eva Green) i jej bratem bliźniakiem Théo (Louis Garrel). Wszyscy troje kochają kino, a szczególnie filmy klasyczne, co bardzo ich do siebie zbliża. Isabelle i Théo postanawiają zamieszkać z Matthew, wykorzystując nieobecność swoich rodziców. W miarę upływu czasu cała trójka zżywa się ze sobą tak mocno, że traktują się nawzajem jak rodzeństwo. Jednocześnie Isabelle i Théo rozpoczynają seksualną zabawę opartą na kontrowersyjnych zasadach. Przez przyjaźń z rodzeństwem Matthew bardzo izoluje się od rzeczywistości i od studenckich strajków majowych w 1968. Nagle okres izolacji od świata kończy się, zaś cała trójka musi stawić czoła sytuacji, jaka panuje w ówczesnej Francji.

## Adaptacje teatralne
W 2023 roku Michał Telega napisał autorski scenariusz pt. Marzyciele, będący oryginalną wariacją powieści Gilberta Adaira oraz filmu Bernardo Bertolucciego, i wyreżyserował go w krakowskim Teatrze BARAKAH. 